# الکسیس ژنت
الکسیس ژنت (انگلیسی: Alexis Genet؛ زادهٔ ۹ ژوئن ۱۹۸۲) بازیکن فوتبال اهل فرانسه است.
از باشگاه‌هایی که در آن بازی کرده‌است می‌توان به باشگاه فوتبال المپیک لیون، اشپورت فقاند زیگن، باشگاه فوتبال لو آور، و باشگاه فوتبال زاربروکن اشاره کرد.